# Gendarme de la garde
Les Gendarmes de la Garde du Roi formaient une compagnie de cavalerie de la maison militaire du roi de France pendant l'Ancien Régime et la Première Restauration. Elle fut créée par Henri IV pour servir de garde au futur Louis XIII, avant que celui-ci, devenu roi, ne l'intègre à la garde du souverain. Dissoute à la fin du règne de Louis XVI, elle fut recréée de manière éphémère à l'avènement de Louis XVIII .
Avec un effectif maximal d'environ 250 membres, la compagnie des Gendarmes de la Garde avait pour double fonction, comme d'autres unités de cavalerie de la Maison militaire, de servir de cavalerie d'élite lors des guerres, et de garde effective du souverain, principalement lors de ses déplacements.
La compagnie des gendarmes de la garde était distincte des compagnies de la gendarmerie de France ou gendarmerie d'ordonnance, qui n'appartenait pas officiellement à la maison du roi, mais y était rattachée par son prestige et ses fonctions.

## Histoire

### Sous le règne de Henri IV
Les gendarmes — terme désignant à l'origine la cavalerie lourde, cuirassée, des gens d'armes — furent créés en 1609 par le roi Henri IV pour assurer la garde de son fils le dauphin, le futur Louis XIII, qui en fut fait capitaine. Le commandement effectif de la compagnie fut confié en la qualité de lieutenant à Gilles de Souvré, qui était également gouverneur du dauphin et premier gentilhomme de sa chambre.

### Sous le règne de Louis XIII
Les prédécesseurs de Louis XIII avaient pour habitude de renoncer au titre de capitaine des compagnies d'ordonnance dont ils étaient à la tête au moment d'accéder au trône. Toutefois, dès le début de son règne, en avril 1611, Louis XIII conserva la compagnie pour sa garde personnelle, l'intégrant à la garde du roi, et en resta capitaine.
Les gendarmes ayant habituellement le pas sur la cavalerie légère, les Gendarmes de la Garde eurent donc la préséance sur les Chevau-légers de la Garde et les Gardes du Corps, en dépit de la plus grande ancienneté de ces unités.
Dès lors, les Gendarmes accompagnèrent Louis XIII dans ses déplacements et ses campagnes contre les protestants, et participèrent, quelquefois à pied, à certains sièges, comme celui de Saint-Jean-d'Angély, en 1621. Louis XIII détacha également les Gendarmes pour qu'ils servent à l'armée lors de la Guerre de Trente Ans, souvent aux côtés des Chevau-légers de la Garde.

### Sous le règne de Louis XIV
Au cours de la minorité de Louis XIV, les Gendarmes combattirent pendant différents sièges, avant de rester auprès du roi, à partir de 1648, en raison de la Fronde parlementaire. À partir de 1650, ils participèrent au sein des troupes royales à différentes batailles de la Fronde, notamment la bataille du faubourg Saint-Antoine, en 1652.
Au début du règne personnel de Louis XIV, la Maison militaire s'organisa comme un corps séparé de l'armée. Les Gendarmes participèrent ainsi à la plupart des campagnes du règne en tant que compagnie de cavalerie au sein de ce corps.

### Sous le règne de Louis XV

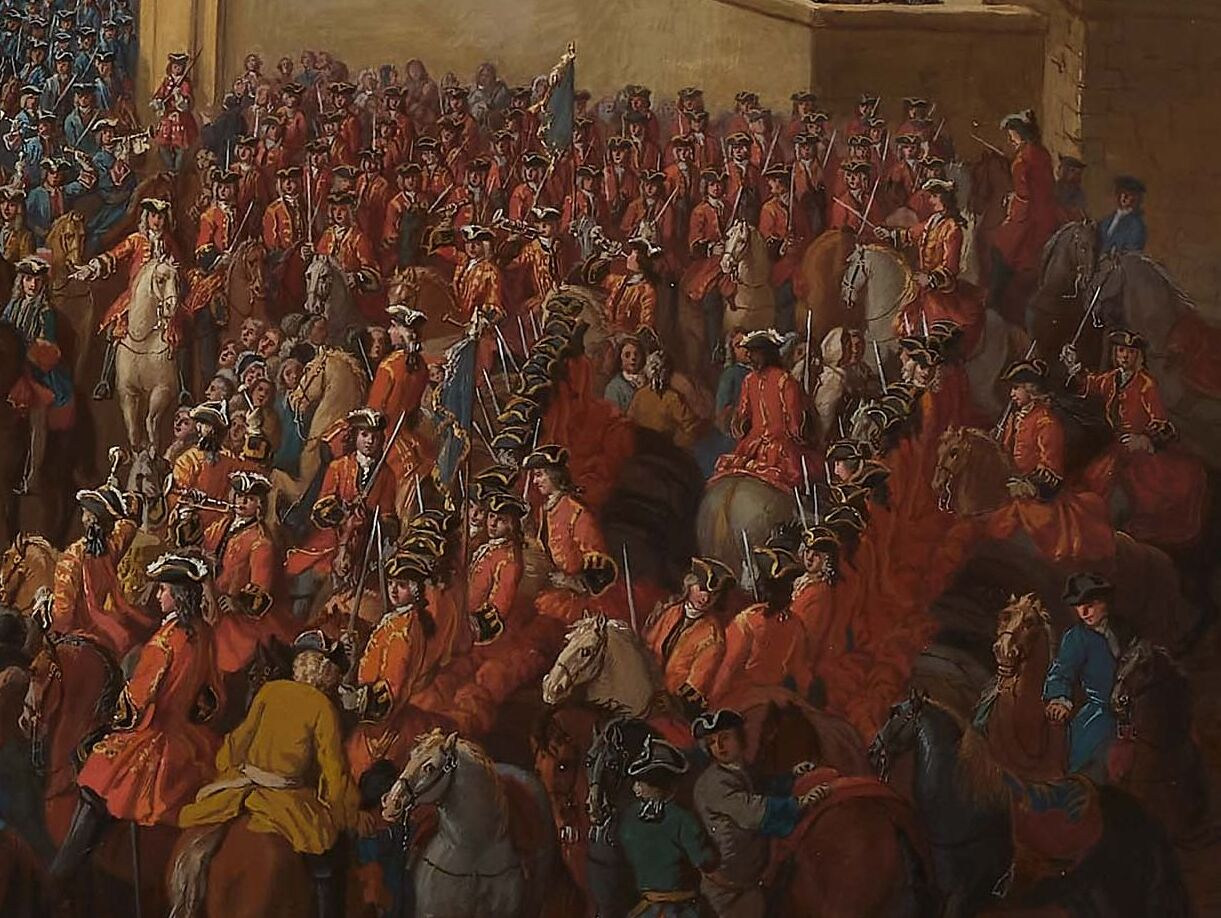
Pierre-Denis MARTIN, La Cavalcade du 26 octobre 1722 (détail). La compagnie des Gendarmes attendant de fermer la marche de la cavalcade, le lendemain du sacre de Louis XV.

### Sous le règne de Louis XVI
Dès le début de son règne, Louis XVI fut contraint, dans un souci d'économie, de réduire le nombre de troupes de sa Maison militaire. Ainsi, à partir du 1er janvier 1776, le nombre de Gendarmes fut réduit à une soixantaine, comprenant les officiers et les trois musiciens, et seuls douze surnuméraires peuvent être admis. L'organisation de la compagnie est alors identique à celle des Chevau-légers de la Garde.
Contrairement à leur rôle officiel, les Gendarmes de la Garde ne firent pas partie de l'escorte très réduite de Louis XVI, lors de son voyage à Cherbourg, en 1786, seul voyage du roi en province, en dehors de son sacre.
À l'instar d'autres unités de la maison militaire, la compagnie des gendarmes fut sévèrement critiquée au XVIIIe siècle[réf. nécessaire], et fut supprimée le 1er octobre 1787.

### Sous le règne de Louis XVIII
Au début de son règne, Louis XVIII reforma la maison militaire du roi, et à ce titre, rétablit la compagnie des Gendarmes de la Garde par ordonnance, le 15 juin 1814.
Après son retour de Gand, le roi réduisit fortement la taille de sa maison militaire dans son ordonnance du 1er septembre 1815, et créa en parallèle une Garde royale. La compagnie des Gendarmes de la Garde fut ainsi supprimée, et fut supposée cesser son service le 1er novembre 1815. Néanmoins, en raison des délais de mise en place de la Garde royale, le service des Gendarmes fut prolongé jusqu'au 1er janvier 1816.

## Une unité de la Maison militaire du roi

### Rang au sein de la Maison militaire du roi
Lorsque Louis XIII intègre les Gendarmes à la Maison du Roi, ils reçoivent le premier rang dans l'ordre de préséance, et ce, en dépit de la plus grande ancienneté des Chevau-légers de la Garde, considérés comme une compagnie de cavalerie légère, et des Gardes du corps, dont les compagnies sont encore plus anciennes.
Toutefois, en décembre 1665, Louis XIV relègue les Gendarmes au second rang, derrière les Gardes du corps, dont les effectifs viennent d'être augmentés, mais devant les Chevau-légers. Les ordres de préséance resteront identiques jusqu'à la suppression des différentes compagnies, à la fin du règne de Louis XVI.

### Service auprès du roi
À partir du règne de Louis XIV, le rôle des Gendarmes au sein de la garde personnelle du souverain est lié à celui des autres unités de la Maison militaire.
Chaque matin, un officier vient recevoir les éventuels commandements du roi concernant la compagnie. Le capitaine-Lieutenant reste toute l'année en service auprès du roi, tandis que les autres membres de la compagnie servent par quartiers, de sorte que cinquante Gendarmes, sans compter les officiers, restent en fonction à la Cour. Ils ont pour rôle d'escorter le roi dans ses voyages et ses déplacements, en fermant la marche derrière les Gardes du corps. L'officier à leur tête chevauche quant-à-lui au niveau des roues avant du carrosse.
Lorsque la compagnie part en campagne ou est passée en revue, un détachement de Gendarmes va chercher les étendards dans la chambre du roi (le capitaine de la compagnie). De même, lorsque les Gendarmes rentrent de campagne, les étendards sont accompagnés dans la chambre du roi.

## Composition

### Encadrement
La compagnie avait le roi pour capitaine, et était commandée effectivement par un capitaine-lieutenant.
La compagnie des Gendarmes était encadrée par les officiers suivants sous l'Ancien régime,,,, : 
- Capitaine-lieutenant : 1.
- Capitaines-sous-lieutenants : 1 puis 2 de 1675[15] à 1787.
- Enseignes : 1 puis 2 à partir de 1675, puis 3 de 1683 à 1787 (brièvement 2 entre début 1776 et mi-1777).
- Guidons : 1 puis 2 à partir de 1675 puis 3 de 1683 à 1787 (brièvement supprimés entre début 1776 et mi-1777).
- Aides-major : 1 à partir d'environ 1680, puis 2 à partir du tout début du XVIIIe siècle (faisaient partie des 10 Maréchaux des logis, jusqu'à s'en détacher vers 1760), 1 de 1776 à 1787.
- Maréchaux des logis : 1, puis 2 à partir de 1675, porté à 10 vers 1690, puis 8 lorsque ceux qui faisaient office d'Aides-major sont désignés par ce grade, puis 2 de 1776 à 1787.
- Brigadiers : 8 à partir de 1678, monte à une dizaine pendant la deuxième moitié du XVIIIe siècle, 4 de 1776 à 1787.
- Sous-brigadiers : 8 à partir de 1678, monte à une dizaine pendant la deuxième moitié du XVIIIe siècle, supprimés en 1776.

À partir de la fin du XVIIe siècle, certains brigadiers et sous-brigadiers de la compagnie servaient de plus de sous-aides-major.
À partir de 1678, la compagnie comprenait quatre Porte-étendards ; et plus qu'un seul entre 1776 et 1787.
À partir de 1776, la compagnie comprenait un Fourier-major, commandant les deux fourriers.
Un commissaire à la conduite, à la suite de la compagnie, était chargé de recevoir les serments de fidélité des Gendarmes.
Quelques musiciens accompagnaient la compagnie : un timbalier et deux trompettes au début du règne personnel de Louis XIV et sous Louis XVI, et un timbalier et quatre trompettes à partir des années 1670 et sous le règne de Louis XV. Les musiciens sont composés de huit trompettes sous Louis XVIII.
La compagnie disposait également d'un puis deux fourriers, un chirurgien, d'un apothicaire et d'un aumônier (à partir de la fin du XVIIe siècle), et également d'un maréchal-ferrant et d'un sellier.
Lorsque Louis XVIII reforma la compagnie, l'encadrement, légèrement différent, fut décrit dans l'ordonnance de reformation.

### Effectifs
Le nombre de Gendarmes de la compagnie est resté relativement stable au cours de son existence. Elle comprenait en effet environ 200 membres dès 1611. Les effectifs ont légèrement augmenté sous Louis XIV, avec la création d'une vingtaine de charges d'officiers et sous officiers, tandis que le nombre de simples Gendarmes fluctuait entre 180 et 220, pour un effectif total compris entre 210 et 260 membres.
Sous le règne de Louis XV, le nombre d'officiers varia peu, et l'effectif total de la compagnie fluctua entre 220 et 240 membres (plus 10 anciens, dispensés de service, à partir des années 1750),.
Louis XVI réduisit la compagnie à 63 puis 67 membres en 1776, avant de la supprimer en 1787.
Lorsque Louis XVIII rétablit brièvement la compagnie en 1814, il lui donna un effectif total de 256 membres.
En plus des effectifs décrits ci-dessus, la compagnie accueillait des surnuméraires, notamment en temps de guerre,,.

### Recrutement
À la création de la compagnie, les quatre officiers de la compagnie percevaient des droits de réception de la part des nouveaux entrants, et disposaient des charges des Gendarmes à la mort de ceux-ci, pour pouvoir les vendre. Cette vénalité des charges fut abolie en 1673 par le roi, après que le prince de Soubise, fait capitaine-lieutenant, lui en fît la remarque. Le roi pensionna les officiers, pour compenser leur manque à gagner. Dès lors, les charges des Gendarmes furent gratuites.
Le capitaine-lieutenant recevait les nouveaux Gendarmes, sans en référer au roi. Aucune taille minimale n'était exigée, mais les nouveaux entrants devaient sinon être nobles, du moins vivre noblement, et surtout être suffisamment riches. Les Gendarmes percevaient certes une solde, mais celle-ci était bien insuffisante pour faire face aux nombreuses dépenses exigées par leur service, car l'habillement, l'équipement et l'entretien des montures était généralement à leur charge.
Lors de la reformation de la compagnie en 1814, Louis XVIII laisse au Capitaine-lieutenant le soin de lui présenter, pour reformer la compagnie, d'anciens Gendarmes de la Garde, ou des officiers ou soldats de l'armée. Une taille minimale de 5 pieds 4 pouces est alors exigée (environ 1m78).

## Insignes et équipements

### Armement
Les Gendarmes de la Garde combattent à l'épée et au pistolet, et sont pour les meilleurs tireurs équipés de carabines en temps de guerre.
En 1746, tous les Gendarmes sont dotés de fusils.

### Uniforme
Dans la première moitié du XVIIIe siècle, l'uniforme des Gendarmes se compose d'un habit rouge, aux parements de velours noir, porté sur un habit couleur chamois, le tout galonné et brodé d'or. Le chapeau porte une cocarde noire et un plumet blanc. L'équipage du cheval est rouge brodé d'or,.
L'uniforme évolue en 1762, et se singularise de celui des Chevau-légers de la garde. Il se compose alors d'un habit rouge, aux parements et revers de velours noir, porté sur un habit également de velours noir, le tout galonné et brodé d'or. Le chapeau porte une cocarde noire et un plumet blanc. L'équipage du cheval est de velours noir brodé d'or.

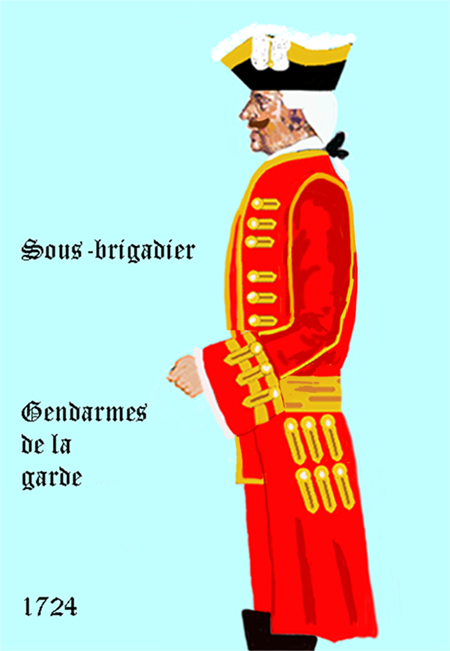
Uniforme de sous-brigadier en 1724.
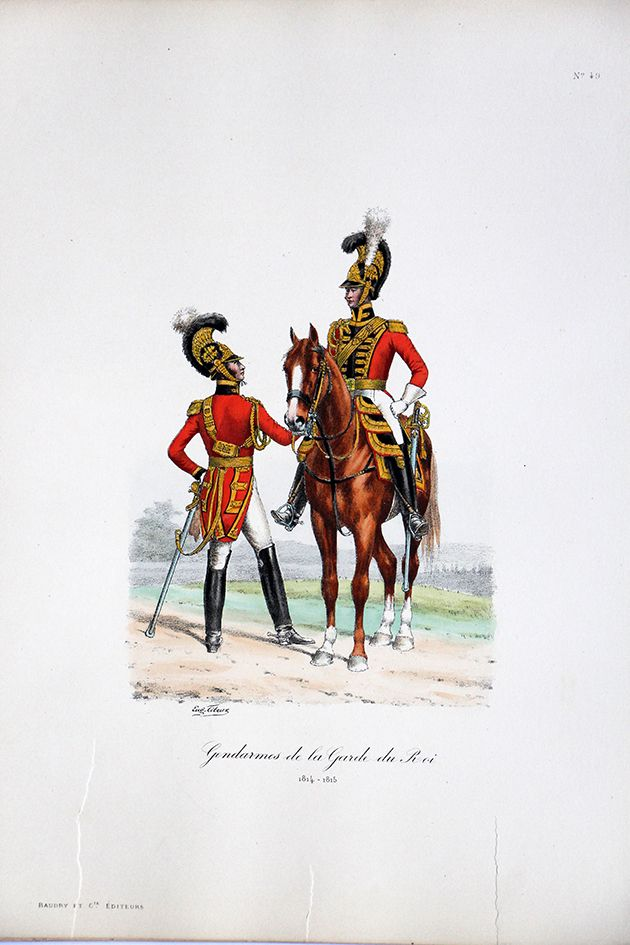
Uniformes sous la première Restauration.

### Étendards
Les étendards des Gendarmes sont de satin blanc brodé d'or, et représentent des éclairs tombant du ciel, accompagnés de la devise de la compagnie : «Quo Jubet Iratus Jupiter», qui signifie : « Jusqu'où l'ordonne Jupiter furieux ».

## Liste des Capitaines-Lieutenants

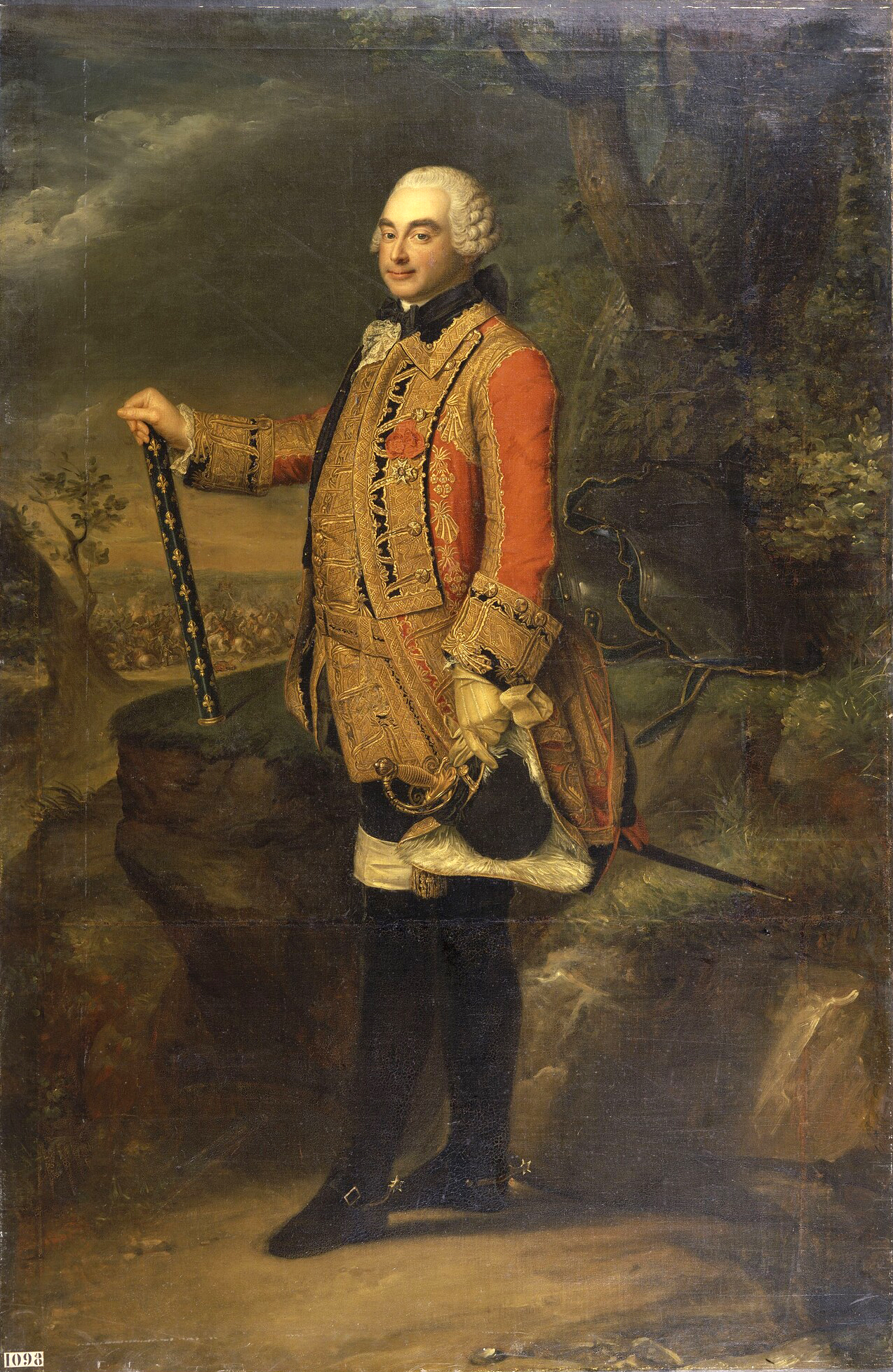
Le maréchal de Soubise en habit de Capitaine-lieutenant des Gendarmes de la Garde (Musée de l'Histoire de France (Versailles)).

- 1609-1615 : Gilles de Souvré (v1542-1626), marquis de Courtenvaux, maréchal de France[22].
- 1615-1632 : Jean-François de La Guiche (v1569-1632), comte de la Palice, maréchal de France[22],[23].
- 1632-1647 : François de L'Hospital (1583-1660), comte de Rosnay, maréchal de France[22].
- 1647-1651 : Gaspard II de Coligny (°1590) comte de Saligny[22],[24].
- 1651-1666 : César Phébus d'Albret (1614-1676), maréchal de France[22].
- 1666-1673 : Louis de Caillebot[22].
- 1673-1703 : François de Rohan (1630-1712), prince de Soubise[22].
- 1704-1734 : Hercule-Mériadec de Rohan (1669-1749), prince de Soubise, fils du précédent[N 3],[22].
- 1734-1787 : Charles de Rohan (1715-1787), prince de Soubise, maréchal de France, petit-fils du précédent[25],[26].
- 1787-1787 : Henri-Louis-Marie de Rohan (1745-1809), gendre du précédent[N 4],[27].

1787-1814 : Compagnie supprimée.
- 1814-1815 : Étienne de Durfort (1753-1839)[28].

## Combats et batailles
- Rébellions huguenotes
  - 1622 :
    - Combat de Riez

  - 1650 :
    - Bataille de Rethel
- 1740-1748 : Guerre de Succession d'Autriche
  - 1745 : 
    - 11 mai Bataille de Fontenoy

## Personnages célèbres ayant servi aux gendarmes de la garde[pertinence contestée]
- Félicité Jean Louis de Durfort (1758-1801), enseigne dans les gendarmes de la garde,
- Thomas de Treil de Pardailhan (1754-1822)